# Dehidrogenază
Dehidrogenaza este o enzimă din clasa oxidoreductazelor care catalizează înlăturarea atomilor de hidrogen în reacțiile biologice.
 
Dehidrogenazele oxidează o substanță printr-o reacție de reducere care transferă unul sau mai mulți H− unui acceptor de electroni, de obicei nicotinamid adenin dinucleotidul NAD+ sau nicotinamid adenin dinucleotid fosfatul NADP+, care se transformă în NADH, respectiv NADPH.
Catalizarea poate să aibă loc într-un sens sau în altul, depinzând de organism; de exemplu, alcool dehidrogenaza catalizează la om oxidarea etanolului la acetaldehidă, dar la drojdii catalizează reacția de obținere a etanolului din acetaldehidă.

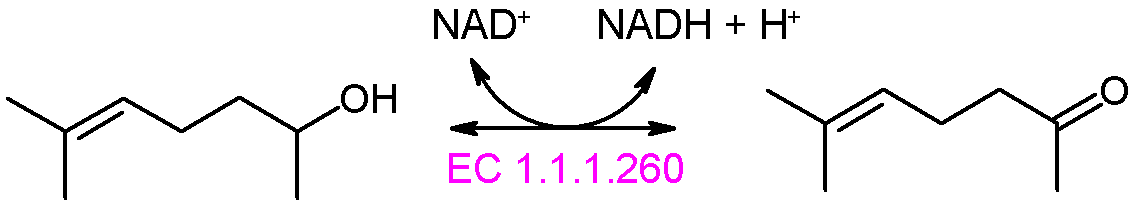
Exemplu de reacție catalizată de o reductază

## Exemple
- Alcool dehidrogenază (ADH)
- Aldehid dehidrogenază (ALDH)
- Acetaldehid dehidrogenază
- Glutamat dehidrogenază (GDH)
- Lactat dehidrogenază (LD, LDH)
- Piruvat dehidrogenază
- NADH dehidrogenază
- Glucozo-6-fosfat dehidrogenază (G6PD)
- Alfa-cetoglutarat dehidrogenază (IDH)
- Izocitrat dehidrogenază (IDH)
- Malat dehidrogenază (MDH)
- Succinat dehidrogenază (SDH)